# Тростянецька сільська рада (Полтавський район)
Тростянецька сільська рада — колишній орган місцевого самоврядування у Полтавському районі Полтавської області з центром у селі Великий Тростянець.

## Населені пункти
Сільраді були підпорядковані населені пункти:
- c. Великий Тростянець
- с. Буланове
- с. Вищі Вільшани
- с. Квіткове
- с. Малий Тростянець
- с. Нижні Вільшани
- с. Пожарна Балка
- с. Сапожине